# Merlí
Merlí es una serie de televisión creada, producida y traducida por la productora Veranda TV (Grupo Godó y Boomerang TV), y emitida en TV3 entre el 14 de septiembre del 2015 y el 15 de enero del 2018. La serie trata sobre un profesor de filosofía del mismo nombre, que estimula a sus alumnos a pensar libremente mediante unos métodos poco ortodoxos, que dividirán las opiniones de la clase, el profesorado y las familias.
La serie consta de un total de 40 episodios repartidos en tres temporadas y titulados con el nombre de diferentes filósofos. Creada y escrita por Héctor Lozano y dirigida por Eduard Cortés, se estrenó en TV3 el 14 de septiembre de 2015.
Con una cierta influencia de películas como El club de los poetas muertos, en Merlí, los creadores de la serie procuran hacer más cercana la filosofía a todos los públicos. En cada episodio se incluyen los planteamientos de algún gran pensador o escuela, como los peripatéticos, Nietzsche o Schopenhauer, que liga con los acontecimientos de los personajes.
La serie fue doblada al español por el grupo Atresmedia, que compró los derechos en noviembre de 2015. A escala internacional, Netflix compró la primera temporada de la serie en noviembre de 2016, para emitirla en Hispanoamérica y Estados Unidos. La primera temporada de la serie se emitió en castellano en La Sexta entre abril y junio de 2016. El 18 de enero de 2021 se anunció el final del rodaje de la primera temporada de una adaptación francesa de la serie, titulada La Faute à Rousseau, así como el inicio del rodaje de una adaptación italiana titulada Un professore.
En diciembre de 2019 se estrenó un spin-off titulado Merlí: sapere aude, protagonizado por el personaje de Pol Rubio (Carlos Cuevas) y disponible en Movistar+ y Netflix. Tuvo 16 episodios, repartidos en dos temporadas.

## Argumento

### Primera temporada
El argumento de la serie gira en torno a Merlí Bergeron (Francesc Orella), un profesor de Filosofía que tras ser desahuciado de su piso se va a vivir con su madre, la actriz Carmina Calduch (Ana María Barbany), y tendrá que aprender a convivir con su hijo Bruno (David Solans), del que hasta entonces cuidaba su exesposa.
Coincidiendo con la llegada de Bruno, Merlí es contratado en el Instituto Àngel Guimerà. Allí, con sus métodos imprevisibles y poco ortodoxos, Merlí hará reflexionar, opinar y también ayudará a sus alumnos con sus problemas, aunque sea de forma censurable. No solo explicará a Sócrates, Schopenhauer, Hume o Nietzsche, sino que también aplicará sus ideas y enseñanzas para resolver los problemas con los que se va encontrando.
Sus alumnos, a los que él bautiza como "peripatéticos", son un grupo muy diverso que deberán enfrentarse a todo tipo de situaciones: Pol (Carlos Cuevas), un repetidor que enseguida se entenderá con Merlí; Berta (Candela Antón), una chica rebelde que al principio no soportará a Merlí; Marc (Adrian Grösser), un chico amigable y simpático; Iván (Pau Poch), un chico que padece agorafobia y no se atreve a salir de casa; Tània (Elisabet Casanovas), una chica extrovertida y la mejor amiga de Bruno; Gerard (Marcos Franz), un chico enamoradizo que pedirá consejos amorosos a Merlí; Joan (Albert Baró), un chico estudioso y tímido con una familia muy estricta; Mònica (Júlia Creus), una estudiante nueva y muy madura; Oliver (Iñaki Mur), otro chico nuevo que enseguida se hará amigo de todos; y finalmente, Bruno, el hijo de Merlí y su alumno más difícil.
Este último tendrá un secreto muy bien guardado con el que tendrá que convivir durante todo el curso.

### Segunda temporada
Comienza el segundo curso de Bachillerato en el Instituto Àngel Guimerà. Los alumnos reciben a Merlí con alegría y él entra pletórico al centro. Los "peripatéticos" han madurado un poco en general, pero en el fondo siguen siendo los mismos adolescentes alegres e inseguros que ya conocimos en la primera temporada. También llega una nueva alumna, Oksana (Laia Manzanares), que generará nuevas relaciones dentro del grupo.
En la sala de profesores, en cambio, Merlí no es tan bien recibido. Aunque Eugeni le espera con ganas de discutir, a los dos les aparece un adversario común, Coralina (Pepa López). Esta catedrática de sesenta años, estricta y autoritaria, está dispuesta a imponer su criterio y revolucionará el claustro de profesores.
Merlí está dispuesto a hacerle frente, por lo que Toni deberá hacer lo posible para que haya paz. Coralina no es la única incorporación al claustro: Millán, profesor de Lengua Castellana, y Elisenda, de Inglés, también forman parte del nuevo equipo docente. En el instituto, Merlí hará las clases de manera aún menos ortodoxa que en la primera temporada, incluso las hará fuera del aula. Cualquier lugar, incluso un centro comercial, le servirá para explicar los filósofos cínicos, los estoicos, Descartes, Hobbes o los presocráticos. Entre los nuevos filósofos que aparecerán este curso también hay algunas filósofas, como Hiparquía de Maronea.

### Tercera temporada
Tras las vacaciones de Navidad, los alumnos vuelven a clase. El segundo curso de Bachillerato continúa para Merlí y los "peripatéticos". Todos son conscientes de que la etapa en el instituto se acaba y se acercan la selectividad y la universidad.
En clase continuarán algunas de las tramas con las que acabó la segunda temporada: Pol y Tània deberán definir su relación, Joan y Gerard se han hecho muy amigos, Marc deberá decidir si acepta que su padre vuelva a casa y recuperar la vida familiar, y también se profundizará en la maternidad de Oksana.
En la sala de profesores hay cambios. Eugeni es el nuevo director del instituto y llegan caras nuevas. Gabi (Pau Vinyals) es el joven nuevo profesor de Literatura, pero quien más interesa a Merlí es Silvana (Carlota Olcina), la nueva profesora de Historia, que tiene una gran acogida en el claustro. Merlí está entusiasmado con la llegada de esta nueva profesora que es tan creativa como él, pero poco a poco irá viendo que los alumnos la aprecian mucho y empezará a sentirse celoso.
Sin embargo, Merlí continuará dando las clases de Filosofía con su estilo particular, ganándose a los "peripatéticos" como lo hizo desde el primer día de clase. Terminará la temporada y el curso explicando nuevos pensadores como Hannah Arendt, Kierkegaard, Albert Camus, Georg Wilhelm Friedrich Hegel, Karl Marx y San Agustín.

## Personajes
| Actor              | Personaje                 | Temporadas | Temporadas | Temporadas | Capítulos |
| Actor              | Personaje                 | 1          | 2          | 3          | Capítulos |
| ------------------ | ------------------------- | ---------- | ---------- | ---------- | --------- |
| Francesc Orella    | Merlí Bergeron Calduch    | Principal  | Principal  | Principal  | 40        |
| David Solans       | Bruno Bergeron            | Principal  | Principal  | Invitado   | 29        |
| Carlos Cuevas      | Pol Rubio                 | Principal  | Principal  | Principal  | 40        |
| Pau Durà           | Toni                      | Principal  | Recurrente |            | 18        |
| Pere Ponce         | Eugeni Bosch              | Principal  | Principal  | Principal  | 37        |
| Ana María Barbany  | Carmina Calduch           | Principal  | Principal  | Invitada   | 28        |
| Marta Marco        | Gina Castells             | Principal  | Principal  | Principal  | 38        |
| Pepa López         | Coralina                  |            | Principal  |            | 12        |
| Carlota Olcina     | Silvana                   |            |            | Principal  | 13        |
| Alumnos            |                           |            |            |            |           |
| Candela Antón      | Berta Prats García        | Recurrente | Recurrente | Recurrente | 40        |
| Albert Baró        | Joan Capdevila Bonet      | Recurrente | Recurrente | Recurrente | 39        |
| Elisabet Casanovas | Tània Illa                | Recurrente | Recurrente | Recurrente | 40        |
| Júlia Creus        | Mònica de Villamore       | Recurrente | Recurrente | Recurrente | 38        |
| Adrian Grösser     | Marc Vilaseca             | Recurrente | Recurrente | Recurrente | 40        |
| Marcos Franz       | Gerard Piguillem Castells | Recurrente | Recurrente | Recurrente | 39        |
| Pau Poch           | Ivan Blasco               | Recurrente | Recurrente | Recurrente | 38        |
| Iñaki Mur          | Oliver Grau               | Recurrente | Recurrente | Recurrente | 30        |
| Laia Manzanares    | Oksana Casanoves          |            | Recurrente | Recurrente | 27        |
| León Martínez      | Pau Vilaseca              |            | Recurrente | Recurrente | 11        |
| Profesores         |                           |            |            |            |           |
| Pep Jové           | Santi                     | Recurrente |            |            | 9         |
| Assun Planas       | Glòria                    | Recurrente | Recurrente | Recurrente | 34        |
| Patrícia Bargalló  | Mireia                    | Recurrente | Recurrente | Recurrente | 28        |
| Mar del Hoyo       | Laia                      | Recurrente |            |            | 11        |
| Rubén de Eguía     | Albert                    | Recurrente |            |            | 11        |
| Ferran Rañé        | Manuel Millán             |            | Recurrente |            | 7         |
| Sandra Monclús     | Elisenda                  |            | Recurrente | Recurrente | 18        |
| Manel Barceló      | Quima                     |            | Invitado   | Recurrente | 4         |
| Pau Vinyals        | Gabriel "Gabi" Morales    |            |            | Recurrente | 12        |
| Pep Ferrer         | Jordi Pujol               |            | Invitado   | Recurrente | 4         |
| Familiares         |                           |            |            |            |           |
| Victòria Pagès     | Aurelia Bonet             | Recurrente | Recurrente | Recurrente | 21        |
| Jordi Martínez     | Jaume Capdevila           | Recurrente | Recurrente | Recurrente | 20        |
| Anna Ycobalzeta    | Míriam Blasco             | Recurrente | Recurrente | Recurrente | 25        |
| Oriol Pla          | Óscar Rubio               | Recurrente | Recurrente | Recurrente | 14        |
| Carlos Vicente     | Enric Grau                | Recurrente | Recurrente |            | 11        |
| Boris Ruiz         | Alfonso Rubio             |            | Recurrente | Recurrente | 12        |
| Anna Barrachina    | Lídia                     |            | Recurrente | Recurrente | 11        |
| Isaac Alcayde      | Ricard Vilaseca           |            | Invitado   | Recurrente | 7         |
| Cristina Genebat   | Anna                      |            | Recurrente |            | 5         |

### Primera temporada

#### Principales
- Francesc Orella - Merlí Bergeron Calduch
- David Solans - Bruno Bergeron
- Carlos Cuevas - Pol Rubio
- Pau Durà - Toni (episodios 1 - 8; 10 - 13)
- Pere Ponce - Eugeni Bosch (episodio 1 - 6; 8; 10 - 13)
- Ana María Barbany - Carmina Calduch (episodios 1 - 4; 7; 9 - 10; 13)
- Marta Marco - Gina Castells (episodios 2 - 13)

#### Secundarios
- Candela Antón - Berta Prats García
- Albert Baró - Joan Capdevila Bonet
- Elisabet Casanovas - Tània Illa
- Júlia Creus - Mònica de Villamore (episodios 3 -  13)
- Adrian Grösser - Marc Vilaseca
- Marcos Franz - Gerard Piguillem Castells
- Iñaki Mur - Oliver Grau (episodios 11 - 13)
- Pau Poch - Iván Blasco (episodios 1 - 3; 5 - 9; 11 - 13)

#### Reparto
- Patrícia Bargalló - Mireia (episodios 1 - 4; 6; 8; 10 - 11; 13)
- Rubén de Eguía - Albert (episodios 1 - 4; 6; 8; 10 -  13)
- Mar del Hoyo - Laia (episodios 1 - 6; 8 - 11; 13)
- Marta Domingo - Elsa García (episodio 6; episodio 11)
- Assun Planas - Glòria (episodios 1 - 4; 6; 8; 10 - 13)
- Pep Jové - Santi (episodios 1 - 2; 4; 6 - 8; 10 - 12)
- Jordi Martínez - Jaume Capdevila (episodios 4 - 5; 7; 9 - 13)
- Oriol Pla - Óscar Rubio (episodio 4; episodio 7)
- Victòria Pagès - Aurèlia Bonet (episodios 4 - 5; 7; 9 - 12)
- Carlos Vicente - Enric Grau (episodio 6; episodio 13)
- Anna Ycobalzeta - Míriam Blasco (episodios 1 - 3; 5; 8 - 9; 12 - 13)

#### Con la colaboración especial de
- Marta Calvó - Bàrbara (episodio 1)
- Asunción Balaguer - Abuela de la familia Rubio (episodio 4; episodio 7)

### Segunda temporada

#### Principales
- Francesc Orella - Merlí Bergeron Calduch
- David Solans - Bruno Bergeron (episodios 14 - 25)
- Carlos Cuevas - Pol Rubio
- Pau Durà - Toni (episodios 14 - 19)
- Pepa López - Coralina (episodios 14 - 23; 25 - 26)
- Pere Ponce - Eugeni Bosch (episodios 14 - 23; 25 - 26)
- Ana María Barbany - Carmina Calduch (episodios 14 - 17; 20 - 21; 23 - 25)
- Marta Marco - Gina Castells (episodios 14 - 22; 24 - 25)

#### Secundarios
- Candela Antón - Berta Prats García
- Albert Baró - Joan Capdevila Bonet
- Elisabet Casanovas - Tània Illa
- Júlia Creus - Mònica de Villamore
- Marcos Franz - Gerard Piguillem Castells
- Adrian Grösser - Marc Vilaseca
- Laia Manzanares - Oksana Casanoves
- Iñaki Mur - Oliver Grau
- Pau Poch - Iván Blasco

#### Reparto
- Patrícia Bargalló - Mireia (episodios 14 -  17; 19 - 22; 25 - 26)
- Anna Barrachina - Lídia (episodios 15; 17; 24; 26)
- Cristina Genebat - Anna (episodios 16; 19; 21; 25- 26)
- Sandra Monclús - Elisenda (episodios 14 - 16; 19 - 20; 22 - 23; 25 - 26)
- Jordi Martínez - Jaume Capdevila (episodios 14 - 16; 21; 23; 25)
- León Martínez - Pau Vilaseca (episodios 14 - 15; 17; 19; 24; 26)
- Victòria Pagès - Aurèlia Bonet (episodios 14 - 16; 21; 23; 25)
- Oriol Pla - Óscar Rubio (episodios 14; 19; 23 - 24; 26)
- Assun Planas - Glòria (episodios 14 - 23; 25 - 26)
- Ferran Rañé - Manel Millán (episodios 14 - 16; 18; 20 - 22)
- Boris Ruiz - Alfonso Rubio (episodio 14; episodio 19; episodio 23; episodio 26)
- Carlos Vicente - Enric Grau (episodios 14; 16; 21; 25 - 26)
- Anna Ycobalzeta - Miriam Blasco (episodios 14; 16 - 21; 23; 25 - 26)

#### Con la colaboración especial de
- Manel Barceló - Quima (episodio 20)

### Tercera temporada

#### Principales
- Francesc Orella - Merlí Bergeron Calduch
- Carlos Cuevas - Pol Rubio
- David Solans - Bruno Bergeron (episodios 38 - 40)
- Carlota Olcina - Silvana (episodios 27 - 31; 33; 35 - 36; 38)
- Pere Ponce - Eugeni Bosch (episodios 27 - 38; 40)
- Ana María Barbany - Carmina Calduch (episodio 27; episodio 31; episodio 38; episodio 40)
- Marta Marco - Gina Castells (episodios 27 - 28; 30 - 33; 35 - 38; 40)

#### Secundarios
- Candela Antón - Berta Prats García
- Albert Baró - Joan Capdevila Bonet (episodios 27 - 36; 38 - 40)
- Elisabet Casanovas - Tània Illa
- Júlia Creus - Mònica de Villamore
- Marcos Franz - Gerard Piguillem Castells (episodios 27 - 33; 35 - 40)
- Adrian Grösser - Marc Vilaseca
- Laia Manzanares - Oksana Casanoves
- Iñaki Mur - Oliver Grau
- Pau Poch - Iván Blasco

#### Reparto
- Nao Albet - Efra (episodios 34 - 35; 37 - 38)
- Isaac Alcayde - Ricard Vilaseca (episodios 27 -  28; 30 - 31; 35 - 36)
- Patrícia Bargalló - Mireia (episodios 27 -  28; 31; 33 - 35; 38 - 40)
- Manel Barceló - Quima (episodios 38 - 40)
- Anna Barrachina - Lídia (episodios 27 - 28; 30 - 32; 35)
- Pep Ferrer - Jordi Pujol (episodio 31; episodio 35; episodio 38)
- Sandra Monclús - Elisenda (episodios 27 - 30; 33 - 36; 38)
- Jordi Martínez - Jaume Capdevila (episodios 28 - 30; 32; 34; 36)
- León Martínez - Pau Vilaseca (episodios 27 - 28; 30 - 31; 35)
- Victòria Pagès - Aurèlia Bonet (episodios 27 - 28; 30; 32 - 34; 36; 38)
- Oriol Pla - Óscar Rubio (episodios 27; 29; 32; 34 - 35; 37 - 38)
- Assun Planas - Glòria (episodios 27 - 31; 33 - 38; 40)
- Boris Ruiz - Alfonso Rubio (episodio 27; 29; 31 - 35; 37)
- Betsy Túrnez - Encarna (episodios 34 - 35; 37)
- Elena Vilaplana - Júlia (episodios 27 - 29; 37; 40)
- Pau Vinyals - Gabriel "Gabi" Morales (episodios 27 - 31; 33 - 36; 38 - 40)
- Anna Ycobalzeta - Miriam Blasco (episodios 29; 31; 33 - 34; 37; 40)

## Episodios
| Temporada | Temporada | Episodios | Fechas de emisión        | Fechas de emisión       | Audiencia    | Audiencia |
| Temporada | Temporada | Episodios | Inicio                   | Fin                     | Espectadores | Cuota     |
| --------- | --------- | --------- | ------------------------ | ----------------------- | ------------ | --------- |
|           | 1         | 13        | 14 de septiembre de 2015 | 7 de diciembre de 2015  | 561.000      | 18,3%     |
|           | 2         | 13        | 19 de septiembre de 2016 | 12 de diciembre de 2016 | 513.000      | 19,5%     |
|           | 3         | 14        | 18 de septiembre de 2017 | 15 de enero de 2018     | 517.000      | 17,6%     |
| Total     | Total     | 40        | 14 de septiembre de 2015 | 15 de enero de 2018     | 530.000      | 18,5%     |

### Primera temporada (2015)
| N.º (serie) | N.º (temp.) | Título                               | Dirección     | Guion         | Fecha de emisión         | Espectadores | Share |
| ----------- | ----------- | ------------------------------------ | ------------- | ------------- | ------------------------ | ------------ | ----- |
| 1           | 1           | Els peripatètics (Los peripatéticos) | Eduard Cortés | Héctor Lozano | 14 de septiembre de 2015 | 566.000      | 17,7% |
| 2           | 2           | Plató (Platón)                       | Eduard Cortés | Héctor Lozano | 21 de septiembre de 2015 | 544.000      | 17,2% |
| 3           | 3           | Maquiavel (Maquiavelo)               | Eduard Cortés | Héctor Lozano | 28 de septiembre de 2015 | 556.000      | 16,7% |
| 4           | 4           | Aristòtil (Aristóteles)              | Eduard Cortés | Héctor Lozano | 5 de octubre de 2015     | 591.000      | 19,3% |
| 5           | 5           | Sòcrates (Sócrates)                  | Eduard Cortés | Héctor Lozano | 12 de octubre de 2015    | 559.000      | 18,8% |
| 6           | 6           | Schopenhauer                         | Eduard Cortés | Héctor Lozano | 19 de octubre de 2015    | 538.000      | 17%   |
| 7           | 7           | Foucault                             | Eduard Cortés | Héctor Lozano | 26 de octubre de 2015    | 459.000      | 15,2% |
| 8           | 8           | Guy Debord                           | Eduard Cortés | Héctor Lozano | 2 de noviembre de 2015   | 555.000      | 19,1% |
| 9           | 9           | Epicur (Epicuro)                     | Eduard Cortés | Héctor Lozano | 9 de noviembre de 2015   | 559.000      | 18,3% |
| 10          | 10          | Els escèptics (Los escépticos)       | Eduard Cortés | Héctor Lozano | 16 de noviembre de 2015  | 577.000      | 19,6% |
| 11          | 11          | Els sofistes (Los sofistas)          | Eduard Cortés | Héctor Lozano | 23 de noviembre de 2015  | 610.000      | 20,5% |
| 12          | 12          | Hume                                 | Eduard Cortés | Héctor Lozano | 30 de noviembre de 2015  | 592.000      | 19,9% |
| 13          | 13          | Nietzsche                            | Eduard Cortés | Héctor Lozano | 7 de diciembre de 2015   | 591.000      | 19,4% |

### Segunda temporada (2016)
| Nº (serie) | Nº (temp.) | Título                               | Dirección     | Guion         | Fecha de emisión         | Espectadores | Share |
| ---------- | ---------- | ------------------------------------ | ------------- | ------------- | ------------------------ | ------------ | ----- |
| 14         | 1          | Els presocràtics (Los presocráticos) | Eduard Cortés | Héctor Lozano | 19 de septiembre de 2016 | 577.000      | 22,5% |
| 15         | 2          | Thomas Hobbes                        | Eduard Cortés | Héctor Lozano | 26 de septiembre de 2016 | 527.000      | 22,5% |
| 16         | 3          | Els estoics (Los estoicos)           | Eduard Cortés | Héctor Lozano | 3 de octubre de 2016     | 559.000      | 21,3% |
| 17         | 4          | Kant                                 | Eduard Cortés | Héctor Lozano | 10 de octubre de 2016    | 511.000      | 19,1% |
| 18         | 5          | Hipàrquia (Hiparquía)                | Eduard Cortés | Héctor Lozano | 17 de octubre de 2016    | 524.000      | 18,8% |
| 19         | 6          | Montaigne                            | Eduard Cortés | Héctor Lozano | 24 de octubre de 2016    | 461.000      | 17,8% |
| 20         | 7          | Judith Butler                        | Eduard Cortés | Héctor Lozano | 31 de octubre de 2016    | 308.000      | 13,1% |
| 21         | 8          | Freud                                | Eduard Cortés | Héctor Lozano | 7 de noviembre de 2016   | 541.000      | 19,8% |
| 22         | 9          | Descartes                            | Eduard Cortés | Héctor Lozano | 14 de noviembre de 2016  | 531.000      | 19,6% |
| 23         | 10         | Engels                               | Eduard Cortés | Héctor Lozano | 21 de noviembre de 2016  | 578.000      | 22,3% |
| 24         | 11         | Zizek                                | Eduard Cortés | Héctor Lozano | 28 de noviembre de 2016  | 562.000      | 20,2% |
| 25         | 12         | El taoisme (El taoísmo)              | Eduard Cortés | Héctor Lozano | 5 de diciembre de 2016   | 389.000      | 15,2% |
| 26         | 13         | Boeci (Boecio)                       | Eduard Cortés | Héctor Lozano | 12 de diciembre de 2016  | 599.000      | 21,1% |

### Tercera temporada (2017-2018)
| Nº (serie) | Nº (temp.) | Título                                                           | Dirección     | Guion         | Fecha de emisión         | Espectadores | Share |
| ---------- | ---------- | ---------------------------------------------------------------- | ------------- | ------------- | ------------------------ | ------------ | ----- |
| 27         | 1          | Walter Benjamin                                                  | Eduard Cortés | Héctor Lozano | 18 de septiembre de 2017 | 510.000      | 17,4% |
| 28         | 2          | Adam Smith                                                       | Eduard Cortés | Héctor Lozano | 25 de septiembre de 2017 | 449.000      | 18,3% |
| 29         | 3          | Albert Camus                                                     | Eduard Cortés | Héctor Lozano | 2 de octubre de 2017     | 528.000      | 16,5% |
| 30         | 4          | Karl Marx                                                        | Eduard Cortés | Héctor Lozano | 9 de octubre de 2017     | 456.000      | 15,4% |
| 31         | 5          | Hannah Arendt                                                    | Eduard Cortés | Héctor Lozano | 23 de octubre de 2017    | 496.000      | 16,4% |
| 32         | 6          | Kierkegaard                                                      | Eduard Cortés | Héctor Lozano | 30 de octubre de 2017    | 530.000      | 18,5% |
| 33         | 7          | Thoreau                                                          | Eduard Cortés | Héctor Lozano | 6 de noviembre de 2017   | 507.000      | 17,6% |
| 34         | 8          | Plotí (Plotino)                                                  | Eduard Cortés | Héctor Lozano | 13 de noviembre de 2017  | 530.000      | 18%   |
| 35         | 9          | Zygmunt Bauman                                                   | Eduard Cortés | Héctor Lozano | 20 de noviembre de 2017  | 491.000      | 16,2% |
| 36         | 10         | Heidegger                                                        | Eduard Cortés | Héctor Lozano | 27 de noviembre de 2017  | 468.000      | 15,8% |
| 37         | 11         | Hegel                                                            | Eduard Cortés | Héctor Lozano | 4 de diciembre de 2017   | 598.000      | 19,5% |
| 38         | 12         | Sant Agustí (San Agustín)                                        | Eduard Cortés | Héctor Lozano | 11 de diciembre de 2017  | 437.000      | 15,4% |
| 39         | 13         | Els peripatètics del segle XXI (Los peripatéticos del siglo XXI) | Eduard Cortés | Héctor Lozano | 8 de enero de 2018       | 542.000      | 17,4% |
| 40         | 14         | Merlí Bergeron                                                   | Eduard Cortés | Héctor Lozano | 15 de enero de 2018      | 693.000      | 23,6% |

## Producción y derechos
En noviembre de 2015, el grupo Atresmedia compró los derechos de la serie para doblarla al español y emitirla a nivel nacional, junto a otra producción de la cadena catalana, Cites. El director de la serie afirmó que la serie "tiene ingredientes" para ser comercializada, incluso, a nivel internacional. La primera temporada se emitió doblada al castellano entre abril y julio de 2016 en La Sexta, pero al no obtener el resultado esperado, el resto de la serie doblada al castellano se emitió en Neox entre 2017 y 2018. Posteriormente toda la serie tanto en catalán como en castellano está disponible en Netflix para España, Andorra, Pirineos Orientales e Hispanoamérica.
El 23 de diciembre de 2015, TV3 y el creador de la serie, Héctor Lozano, confirmaron la producción de una segunda temporada, que se rodó entre mayo y julio de 2016 y se emitió en TV3 entre el 19 de septiembre y el 12 de diciembre de 2016. El 22 de noviembre de 2016 se anunció que la plataforma digital Netflix había comprado los derechos de la serie para emitirla a nivel internacional.
En marzo de 2017 se anunció la renovación de la serie por una tercera y última temporada, que se emitió entre el 18 de septiembre de 2017 y el 15 de enero de 2018. Esta temporada contó con las ausencias de David Solans interpretando a Bruno y de Ana María Barbany interpretando a Carmina, aunque finalmente ambos volvieron para los últimos episodios de la serie. 
En septiembre de 2019, el canal de televisión autonómico valenciano À Punt también emitió los capítulos de la segunda temporada, tras un acuerdo de colaboración con TV3. Los episodios se emitieron en su versión original (catalán oriental). Desde el 29 de junio de 2020, la serie está disponible también en Televisión Española, tras la adquisición de los derechos de emisión.
En 2019-2020 las tres temporadas fueron emitidas en À Punt (Comunidad Valenciana), IB3 (Islas Baleares). Los episodios se emitieron en su versión original (catalán oriental).

## Recepción
La serie se estrenó en TV3 el 14 de septiembre del 2015 en horario de máxima audiencia y consiguió una cuota de audiencia del 17,7%, con 566.000 espectadores. A lo largo de los siguientes episodios, se convirtió en uno de los éxitos televisivos de la temporada, siendo líder en su franja horaria. También consiguió un importante número de visualizaciones por Internet.
Merlí ha despertado —junto con el entusiasmo por el éxito de audiencia y la temática planteada— algunas dudas entre docentes y profesionales de la filosofía y de otras disciplinas: se ha cuestionado el supuesto machismo del protagonista, el tratamiento de nuevos conceptos de familia, ausencia de los inmigrantes entre el alumnado y el profesorado, la falta de deontología docente en ciertos momentos, la existencia de conflictos éticos y de una agenda oculta en relación con los conceptos filosóficos transmitidos, la violencia escolar y relaciones de poder entre el profesorado y el alumnado, las violencias de género presentes en la trama y el abordaje escolar frente a las mismas el modelo de lengua que se usa, especialmente el de los jóvenes, etc. Ha habido frecuentes debates, especialmente en Cataluña.
Aunque algunas críticas han sido especialmente duras, es frecuente pensar que la serie ha hecho crecer el interés por la filosofía y su enseñanza y por los estudios de Grado que a ella conducen.

## Premios
- Premios Zapping ganador a mejor serie TV en catalán.[32]
- Premios Zapping ganador a mejor actor en catalán o diferentes dialectos del catalán a Francesc Orella por Merlí Bergeron Calduch.[32]
- 2016: Premios Iris ganador a mejor ficción autonómica.[33]
- 2016: Premios Iris nominado a mejor interpretación masculina.[32]
- 2019: Premios Nacionales de Comunicación otorgado por la Generalidad de Cataluña en la categoría «Televisión».[34]

## Spin-off y adaptación
Merlí: Sapere aude es un spin-off protagonizado por el personaje de Pol (Carlos Cuevas), de quien se muestra su vida universitaria en la Facultad de Filosofía de la Universidad de Barcelona, que transcurre meses después del final de la serie original.
En 2021, France Télévisions adapta libremente la serie bajo el título La Faute à Rousseau.
A partir del 11 de noviembre de 2021, Italia emite su adaptación de la serie, titulada Un professore.